# Villequier-Aumont
Villequier-Aumont és un municipi francès situat al departament de l'Aisne i a la regió dels Alts de França. L'any 2007 tenia 595 habitants.

## Demografia

### Població
El 2007 la població de fet de Villequier-Aumont era de 595 persones. Hi havia 217 famílies de les quals 40 eren unipersonals (20 homes vivint sols i 20 dones vivint soles), 72 parelles sense fills, 97 parelles amb fills i 8 famílies monoparentals amb fills.
La població ha evolucionat segons el següent gràfic:
Habitants censats

### Habitatges
El 2007 hi havia 244 habitatges, 230 eren l'habitatge principal de la família, 9 eren segones residències i 5 estaven desocupats. 243 eren cases i 1 era un apartament. Dels 230 habitatges principals, 206 estaven ocupats pels seus propietaris, 20 estaven llogats i ocupats pels llogaters i 3 estaven cedits a títol gratuït; 1 tenia una cambra, 6 en tenien dues, 16 en tenien tres, 57 en tenien quatre i 149 en tenien cinc o més. 187 habitatges disposaven pel capbaix d'una plaça de pàrquing. A 81 habitatges hi havia un automòbil i a 132 n'hi havia dos o més.

### Piràmide de població
La piràmide de població per edats i sexe el 2009 era:
| Homes | Edats   | Dones |
| ----- | ------- | ----- |
| 0     | 95 o +  | 8     |
| 4     | 90 a 94 | 0     |
| 0     | 85 a 89 | 4     |
| 0     | 80 a 84 | 8     |
| 16    | 75 a 79 | 8     |
| 20    | 70 a 74 | 28    |
| 12    | 65 a 69 | 12    |
| 4     | 60 a 64 | 4     |
| 24    | 55 a 59 | 12    |
| 24    | 50 a 54 | 36    |
| 24    | 45 a 49 | 20    |
| 28    | 40 a 44 | 32    |
| 28    | 35 a 39 | 36    |
| 8     | 30 a 34 | 20    |
| 12    | 25 a 29 | 0     |
| 16    | 20 a 24 | 12    |
| 12    | 15 a 19 | 12    |
| 20    | 10 a 14 | 16    |
| 36    | 5 a 9   | 20    |
| 16    | 0 a 4   | 12    |

## Economia
El 2007 la població en edat de treballar era de 394 persones, 281 eren actives i 113 eren inactives. De les 281 persones actives 255 estaven ocupades (140 homes i 115 dones) i 26 estaven aturades (10 homes i 16 dones). De les 113 persones inactives 45 estaven jubilades, 29 estaven estudiant i 39 estaven classificades com a «altres inactius».

### Ingressos
El 2009 a Villequier-Aumont hi havia 233 unitats fiscals que integraven 619 persones, la mediana anual d'ingressos fiscals per persona era de 20.119 €.

### Activitats econòmiques
Dels 14 establiments que hi havia el 2007, 1 era d'una empresa de construcció, 1 d'una empresa de transport, 2 d'empreses d'hostatgeria i restauració, 2 d'empreses financeres, 2 d'empreses immobiliàries, 4 d'empreses de serveis, 1 d'una entitat de l'administració pública i 1 d'una empresa classificada com a «altres activitats de serveis».
Dels 3 establiments de servei als particulars que hi havia el 2009, 1 era una lampisteria, 1 perruqueria i 1 restaurant.
L'any 2000 a Villequier-Aumont hi havia 6 explotacions agrícoles.

## Equipaments sanitaris i escolars
El 2009 hi havia una escola elemental.

## Poblacions més properes
El següent diagrama mostra les poblacions més properes.